# 黄马乡
黄马乡是中国江西省南昌市南昌县下辖的一个乡。

## 行政区划
黄马乡共辖1个居委会和13个行政村，分别是：
街道居委会、官田村、丰林村、东边村、白城村、南安村、上洛村、岭前村、郭埠村、徐家村、冯家村、涂洪村、华标村、罗渡村、江西省蚕桑茶叶研究所。